# سیندی رولدر
سیندی رولدر (انگلیسی: Cindy Roleder؛ زادهٔ ۲۱ اوت ۱۹۸۹) دونده دو سرعت اهل آلمان است.
وی در مسابقات کشوری و بین‌المللی در مجموع برندهٔ ۱ مدال طلا، ۱ مدال نقره، ۲ مدال برنز شده‌است.